# Бамбеши
Бамбеши (мао) — один из омотских языков. Распространён в Эфиопии (зона Асоса региона Бенишангуль-Гумуз и зона Западная Уоллега региона Оромия; 5000 носителей по данным 1982 года).
Письменность бамбеши базируется на латинской основе:A a, B b, D d, E e, F f, G g, H h, I i, K k, Kq kq, L l, M m, N n, Ng ng, O o, P p, Pq pq, R r, S s, Sh sh, Sq sq, T t, Tq tq, U u, W w, Y y, Z z.